# روبرت كاي
روبرت كاي (بالإنجليزية: Robert Newbald Kay)‏ هو سياسي بريطاني (وحمل سابقاً جنسية المملكة المتحدة لبريطانيا العظمى وأيرلندا)، ولد في 6 أغسطس 1869، وتوفي في 24 فبراير 1947 في المملكة المتحدة. حزبياً، نشط في الحزب الليبرالي. في الانتخابات العامة في المملكة المتحدة 1923 ‏، انتخب عضو برلمان المملكة المتحدة الـ33 عن دائرة Elland (UK Parliament constituency) ‏ (6 ديسمبر 1923 – 9 أكتوبر 1924).